# Ozero Muchno
Ozero Muchno (ryska: Озеро Мухно) är en sjö i Belarus.   Den ligger i voblasten Vitsebsks voblast, i den norra delen av landet, 140 km nordost om huvudstaden Minsk. Ozero Muchno ligger 151 meter över havet. Arean är 0,20 kvadratkilometer. Den ligger vid sjön Ozero Bobritsa. Den sträcker sig 0,5 kilometer i nord-sydlig riktning, och 0,9 kilometer i öst-västlig riktning.
Omgivningarna runt Ozero Muchno är en mosaik av jordbruksmark och naturlig växtlighet. Runt Ozero Muchno är det ganska glesbefolkat, med 22 invånare per kvadratkilometer.